# 帕尔马 (阿韦龙省)
帕尔马（法語：Palmas）是法国阿韦龙省的一个市镇，属于罗德兹区（Rodez）莱萨克县（Laissac）。该市镇2009年时的人口为412人。

## 人口
帕尔马人口变化图示
| 数据来源：INSEE |